# 不陸整正
不陸整正 （ふりくせいせい、英：cleanfill 、または単にfillとも呼ばれる）は、地面のくぼみや穴を埋めたり、丘を作成したり、不動産の等級や標高を人為的に変更したりするために使用される土質の材料操作 。 
くぼみを埋めるのは通常下層土 （ 表土下からの土）であり、土の有機物や生物活性がほとんどない下層の土の母材をつかう。土を埋めるのは建設用地を平らにする一環として、土が除去されている場所から取られるが、土だけでなく砂、岩、石も含まれる場合がある。有機物が分解し、沈殿物を生じさせる可能性のある充填物内に空の空間ポケットを作成するため、充填物の汚れは可能な限り有機物を含まない必要があるが塗りつぶしの不均一または過度の沈殿は、塗りつぶしの上に構築された構造に損傷を与える可能性がある。 
不陸整正の一般的な用途として、舗装の両側の地面が舗装自体と同じレベルにするため、高速道路のメンテナンスにおいて必要に応じて肩を十分に広く構築するために行う。 
埋め土の2番目の一般的な使用法は、低地の建設現場を埋めて、建物の基礎のレベルを上げ、洪水の可能性を減らすことで、不陸整正で大規模な用途にはシアトル港の改善、 シータック空港の新滑走路の追加、ハーツフィールド・ジャクソン・アトランタ国際空港（ジョージア州アトランタ）および関西国際空港の沖、約5平方キロメートルの新しい人工島の作成を含むプロジェクト、などがある。 
充填土はほとんどの場合、商業用の砂や砂利の鉱山から採掘され、プロジェクトサイトにインポートされ、プロジェクトの地盤工学エンジニアによって概説されたグラデーションの仕様を満たす必要があるが充填土材料の必要性が急増し、鉱山で利用可能な資源が枯渇しているため、充填土材料のロジスティックスと入手可能性は近年、商業用の砂および砂利産業において関心が高まっているが、これは材料が不足するにつれて遠方から材料を輸入するというロジスティック上の課題により、建設コストが増加するため、公共およびエンドユーザーに直接の影響が生じるからである。 
減少する砂と砂利の備蓄に関連するコストと増加する物流上の課題対策ために、一部のサービスとして請負業者と一般の人々に、稼働中の砂と砂利の採取場や、土を埋める材料を交換する方法を提供。これをインターネットベースのサービスにより、消費者と請負業者は、近くのプロジェクトのダンプサイトを必要とする別の請負業者または消費者と接続することで、自由に埋められる不陸材を見つけることができる。 
整正はプール 、 滝 、その他の水面の尾根や土の構造の作成を含む造園プロジェクト、より興味深いテクスチャを風景に提供するために、平らなエリアを分節するのにも利用される。 